# Pave Johannes Paul 2.
Sankt Johannes Paul II (Latin: Ioannes Paulus II, født Karol Józef Wojtyła 18. maj 1920, død 2. april 2005) var pave fra oktober 1978 til april 2005. Den 1. maj 2011 blev han saligkåret af Pave Benedikt XVI, og den 27. april 2014 blev han kanoniseret af Pave Frans. Johannes Paul blev født i Wadowice, der er en lille landsby 50 kilometer uden for Kraków. Han var den anden af to sønner af Karol Wojtyła og Emilia Kaczorowska. Hans mor døde i 1929. Hans ældre bror Edmund, der var læge, døde i 1932, mens hans far, som var officer, døde i 1941.
Johannes Paul 2. var den første ikke-italiener i 455 år, der blev valgt som pave. Han blev udnævnt til ærkebiskop af Krakow af pave Paul 6. i 1964, og han blev kardinal i 1967. 
Johannes Paul 2. var den første pave nogensinde, som undskyldte de mange ugerninger, som den katolske kirke har gjort igennem dens 2000 års historie, bl.a. hekseforfølgelserne og undertrykkelse af videnskaben. Han udvidede også adgangen til Vatikanets hemmelige arkiver. Andre fortrolige dokumenter bliver dog stadigvæk holdt lukket for offentligheden, da arkiver kun åbnes til 1922. En undtagelse er de dele af de hemmelige arkiver, som vedrører Tyskland i perioden 1922-39, som paven gav adgang til i 2002 for forskere. Vatileaks er en række private dokumenter, der er lækket på nettet.
Johannes Paul II erkendte efter 13 års kommissionsundersøgelse formelt, at det var forkert af den katolske kirke at dømme Galilei for dennes påstand om, at Jorden bevæger sig omkring Solen.
13. maj 1981, før den ugentlige onsdagsaudiens på Peterspladsen, kørte paven rundt i en åben bil på pladsen for at møde folket. Tyrkeren Mehmet Ali Agca løsnede flere skud mod paven, som blev kørt til Gemelli-klinikken i kritisk tilstand. Hans gode fysik reddede ham, og allerede 3. juni samme år var han tilbage i Vatikanet. Efter et halvt års tid var han i fuldt arbejde, men hans helbred blev aldrig helt det samme igen.
Paven selv mente, at Jomfru Maria hindrede kuglerne i at træffe vitale organer, og han har derfor placeret den ene af kuglerne, som traf ham, i kronen på Mariastatuen i Fátima (en) (attentatet skete på festdagen for Vor Frue af Fatima), og den anden i kronen på Den sorte Madonna i Częstochowa.
I de sidste år af sit liv var Johannes Paul 2.s helbred svækket af Parkinsons sygdom. I 2001 blev diagnosen bekræftet offentligt af en læge, og i 2003 bekræftede Vatikanet diagnosen. I februar 2005 blev han to gange indlagt på Gemelli-hospitalet i Rom og behandlet for vejrtrækningsproblemer i forbindelse med influenza. Ved den sidste indlæggelse 24. februar fik han udført en tracheotomi. Få dage før Johannes Paul 2.s død stødte en urinvejsinfektion til, og næsten alle hans organer svigtede i den sidste tid, mens han gled ind og ud af bevidstheden.
Johannes Paul 2. var begravet i krypten under Peterskirken i Vatikanet, men som led i saligkåringen den 1. maj 2011 blev hans kiste gravet op og udstillet på Peterspladsen for derefter at blive genbegravet i Skt. Sebastian-kapellet i Peterskirken. Den 3. juli 2013 tilskrev kardinalerne Johannes Paul II det andet mirakel, der er nødvendigt for, at de kan anbefale paven at kanonisere en saligkåret person. Således anbefalede de Johannes Paul II som helgen til Pave Frans, som den 5. juli 2013 underskrev dekretet, der godkendte kardinalernes mirakeltilskrivning. Kanoniseringsceremonien, dvs. den formelle helgenkåring, fandt sted på Peterspladsen den 27. april 2014.

## Tidligt liv
Han blev født i den lille industriby Wadowice, omkring 50 km sydvest for Kraków i Polen. Byen, som havde ca. 9.000 indbyggere, lå i et område som tidligere havde været østrigsk. Hans far havde under første verdenskrig været løjtnant i den kejserlige østrigske hær. Efter krigen gik han ind i den genoprettede polske hær; der arbejdede han med administrative opgaver. Han blev tidligt pensioneret, og familien havde derfor trange økonomiske kår. Moderen, Emilia (født Kaczorowska), var syerske, men led af en nyresygdom og døde i barselseng 13. april 1929, 45 år gammel. Pigen, hun ventede, var dødfødt. 5. december 1932 døde Karols 14 år ældre bror Edmund af skarlagensfeber. Dermed var faren og Karol alene med hinanden.
Karol begyndte i skolen i september 1926. Som tiårig blev han sendt til et offentligt gymnasium. Han markerede sig som en dygtig elev, både i teoretiske fag og i idræt. Sprog og litteratur var hans yndlingsfag. Hans passion for drama førte til, at han blev spået en fremtid som skuespiller. Fysisk aktivitet var også vigtig, særligt fodbold, svømning og padling, og senere i livet også bjergklatring og langrend.
Han gik til messe hver morgen og gjorde tjeneste som ministrant i lighed med ret mange andre drenge i byen. I 1938 blev han firmet og tog sin afgangseksamen fra gymnasiet. Han flyttede sammen med faderen til Krakow og begyndte at studere ved det jagellonske universitet (UJ). Karol studerede polsk sprog, litteratur og filosofi. I fritiden deltog han blandt andet i dramakurser og skrev poesi. I 1939 kom han med i studenterteatret «Studio 38».

## Besættelsestiden
Tyske styrker rykkede ind i Polen 1. september 1939, og Krakow faldt 6. september. Den 17. september rykkede også sovjetiske styrker ind i landet og indtog den østlige del, mens tyske tropper invaderede den vestlige. Polske intellektuelle blev betragtede som potentielle uromagere, og professorerne ved universitetet blev deporteret – de fleste til koncentrationslejren Sachsenhausen – mens studenterne blev udkommanderet til forskelligt arbejde. Karol blev først sendt til et kalkstensbrud, der hørte til den kemiske fabrik Solvay i Zakrzówek uden for Krakow, og fra foråret 1942 arbejdede han i vandrensningsafdelingen i Solvays sodafabrik i Borek Falecki i Krakow. Mange af hans senere digte er inspireret af hans oplevelser fra den tid. Mange af studenterne havde problemer med at klare det tunge arbejde og blev sendt til koncentrationslejrene Auschwitz og Birkenau. Takket være hans aktive livsførelse før krigsudbruddet var Karol stærk og klarede sig dermed uden om dødslejrene. 18. februar 1941 døde hans far, noget som mærkede ham dybt.
I august 1941 lod han sin ven tysklæreren Mieczyslaw Kotlarczyk og hans kone flytte ind i sit hjem, efter at de var blevet fordrevet af nazisterne. De grundlagde den 1. november 1941 Teatr Rapsodyczny (Rapsoditeatret), som de arbejdede med indtil 1944. Formålet var at bevare kulturlivet under besættelsen. Karol fortsatte sine studier i hemmelighed og var på den tid også forelsket i en ung pige.
Under besættelsen mødte han også Jan Tyranowski, en skrædder som var begyndt at samle unge mennesker i en bedegruppe. Karols interesse for religion voksede, og han begyndte at studere blandt andet karmeliteren Skt. Johannes af Korset, en spansk mystiker og digter fra det 16. århundrede. Senere skrev han en doktorafhandling om Johannes. Det var i den forbindelse, at han begyndte at føle kald til at blive præst.